# Rafael Canogar
Rafael Canogar (Toledo, 17 de mayo de 1935) es un pintor español, uno de los principales representantes del arte abstracto en España.

## Biografía
Nacido como Rafael García Cano Gómez, cambió su primer apellido por Canogar, apellido que le fue reconocido legalmente y que ha transmitido a sus descendientes. 
Discípulo de Daniel Vázquez Díaz (1948-1953), en sus primeras obras encontró la manera de alcanzar las vanguardias y, muy pronto, estudiar profundamente la abstracción.
Usó inicialmente una técnica escultopictórica: con sus manos arañaba o exprimía la pasta que hacía vibrar sobre fondos de colores planos. Era una pintura en la que el gesto inicial sale directamente del corazón. En este punto Canogar encarnó lo mejor de la pintura matérica.
En 1957 fundó con otros artistas (A. Saura, M. Millares, Luis Feito y Pablo Serrano), así como el crítico José Ayllón el madrileño grupo El Paso. Se ve influido por la Action painting. Defendieron, entre 1957 y 1960, una estética informal y la apertura de la España franquista a la escena internacional. El informalismo fue eminentemente la expresión de la libertad, de lo irrepetible y único, realizado con una caligrafía directa y espontánea. Obras eminentemente intuitivas y pasionales, realizadas con la urgencia que el tiempo, la edad y las teorías reclamaban. El informalismo fue para Canogar algo sustancial y místico, autoafirmación y autorrealización. Pero ese posicionamiento radical no podía, según Canogar, mantenerse indefinidamente sin «academizarse» e insuficiente para comunicar y expresar la tensión de la realidad, de la nueva conciencia social y política que despertaba en el mundo.
La tercera dimensión dio finalmente solución a la nueva obra, a su segundo período que, a partir de 1963 va, progresivamente, volviendo a la realidad de una figuración compleja cada vez más narrativa. La incorporación de nuevos materiales le permite su proyección en la realidad del espectador, con referencia explícita e ineludible intento de hacer participar a ese espectador de un drama colectivo. 
El crítico Vicente Aguilera Cerní escribió a propósito de estas obras de Canogar «Los temas no expresan opiniones, reflejan hechos, pero los hechos son dramas humanos, son imágenes cosificados donde lo humano, objeto y cantidad, adquieren jerarquía simbólica….»
En 1974 participó  junto con Wolf Vostell,  Edward Kienholz y otros artistas en Berlín en las actividades de ADA - Aktionen der Avantgarde.
En 1975 abandonó el realismo y durante un periodo realizó obras eminentemente abstractas, un análisis de la pintura, del soporte, de la bidimensionalidad de la pintura. Pero Canogar necesitaba inventarse una nueva iconografía, recuperar la memoria y - en un homenaje a las vanguardias históricas-, lo que realizó a través de la máscara, de la cabeza, del rostro, como representación del hombre que pierde su individualidad y se convierte en signo plástico, al mismo tiempo que en percha donde colgar la pintura.
Canogar hace de su trabajo, como parte estructural de su obra, la realidad del humano que vive inmerso es sus propias contradicciones.

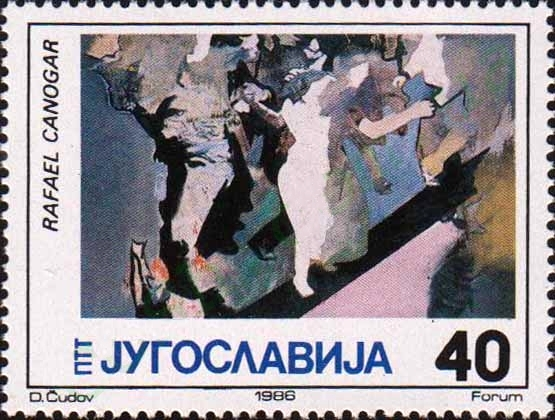
Sello de correos de Yugoslavia dedicado a Rafael Canogar

En 1982 recibió el Premio Nacional de Artes Plásticas.
Hay obras suyas en varios museos de arte moderno: Cuenca, Madrid, Barcelona, Las Palmas de Gran Canaria, Turín, Roma, Caracas y Pittsburg (Carnegie Institute), etc. También en el Museo de Pontevedra, dentro de la Colección Sánchez Mesa-Fernández de Tejada, de Arte Contemporáneo, está la obra Los Manifestantes (1970). 
En febrero de 2024 inauguró en su ciudad natal, Toledo, un espacio de exhibición permanente, que reúne una treintena de sus obras en el complejo de Roca Tarpeya, sede de la Real Fundación de Toledo, ocupando el edificio  conocido como "Tallerón" que fuera el gran espacio de trabajo del escultor Victorio Macho, que habitó el lugar de 1953 a 1966.
Entre los cargos que ha desempeñado destacan:
- Miembro de la Junta Directiva del Círculo de Bellas Artes de Madrid entre 1983 y 1986.
- Miembro del Consejo Asesor de la Dirección General de Bellas Artes del Ministerio de Cultura en los periodos 1981-1982 y 1983-1984.
- Vocal en el Consejo de Administración del Patrimonio Nacional entre 1984-1987.
- Forma parte de la Real Academia de Bellas Artes de San Fernando en la que ingresó en 1998.

## Libros
- Rafael Canogar, Espejismo y realidad. Divergencias estéticas. Editorial Síntesis S.A., Madrid 2011, ISBN 978-84-975674-1-1.